# 孫世祐
孫世祐（1505年—1556年），字元吉，號二水，江西南昌府豐城縣同造人，民籍，明朝政治人物。

## 生平
嘉靖七年（1528年）戊子科江西鄉試第八十名舉人，八年（1529年）中式己丑科會試第三百二十名，三甲第十名進士。授行人司行人，累官刑部山東司員外郎，十六年（1537年）四月升廣東按察司僉事、兵備海北。歷官雲南右參議、湖廣副使、貴州參政、湖廣左參政、湖廣按察使、湖廣左布政使，二十九年（1550年）十月升都察院右副都御史、巡撫山西，未任，十一月調任總理糧儲兼巡撫應天，丁母憂歸。服闋，三十二年（1553年）六月起復都察院右副都御史、巡撫雲南，三十三年（1554年）十二月升南京工部右侍郎，三十五年（1556年）四月改任刑部右侍郎，五月卒，賜祭葬。

## 家族
曾祖孫高節；祖父孫大成；父孫伯輝，母賴氏。具庆下。